# Bergelmer
Bergelmer eller Bergelme (fvn Bergelmir) var i nordisk mytologi en jätte av rimtursarnas släkte. I urtiden dräpte Bors söner (Oden, Vile och Ve) jätten Ymer och skapade himmel och jord av hans kropp. Den väldiga blodströmmen från hans sår dränkte då, enligt Snorre Sturlasson, alla rimtursar utom Bergelmer och hans maka. De lyckades undkomma på en lúðr, vilket Snorre tolkade som en slags motsvarighet till Noas ark. Från det paret stammar därför alla efterkommande släkten av rimtursar.
Snorres tolkning är inspirerad av Bibelns myt om Noa och syndafloden, men saknar egentligt stöd i den strof i den poetiska Eddan som han själv citerar som källa.

## Källtexterna
Bergelmer omtalas endast i Vafþrúðnismál 29 och 35, samt i Snorre Sturlassons uttolkning av dessa strofer i Gylfaginning, kapitel 7. Namnet finns också i en av tulorna.

### Vafþrúðnismál
Vafþrúðnismál är en mytologisk kunskapsdikt vari den vise jätten Vavtrudner (Vafþrúðnir) utfrågas av Oden. Via jättens svar får vi bland annat veta hur världen skapades, och hur livet gestaltade sig i urtiden. Bergelmer nämns första gången i strof 29, där det framgår att han var tredje och sista generationens urjätte. Hans far hette Trudgelmer (Þrúðgelmir) och hans farfar var Aurgelmer (Aurgelmir), som enligt Snorre var identisk med Ymer.
Efter att därefter ha berättat hur Aurgelmer blev till och hur han som den förste av sin ätt kunde föra släktet vidare utan kvinna, får Vavtrudner frågan vad han själv kommer ihåg från denna avlägsna urtid. Vilket är hans första minne? Svaret kommer i strof 35:
| Ett jätteantal vintrar, innan jorden var skapad, vart Bergelmer boren; det är det första jag minnes, när förfarne jätten på urholkad ökstock lades. Erik Brate, 1913. | Ett otal vintrar förrn det vart någon jord blev han född, Bergelme; det minns jag visst hur den vise jätten vart i sin vagga lagd. Björn Collinder, 1957. | Otaliga vintrar förrn världen skapats då var Bergelmer boren; det första jag minns är hur forne jätten blev på båren buren. Åke Ohlmarks, 1965. | Ørófi vetra áðr væri jǫrð skǫpuð, þá vas Bergęlmir borinn; þat fyrst of mank, es hinn fróði jǫtunn á vas lúðr of lagiðr. Finnur Jónssons normalisering, 1932. |  |

Problemet i denna strof är ordet lúðr (modernt lúður). Ordet betyder vanligen “lur, trumpet, horn”, men har i äldre tid haft en homonym med betydelsen “kvarnlave”, d.v.s. det underlag som den undre kvarnstenen vilar på och där mjölet samlas upp. Ingen översättare verkar dock ha nappat på något av dessa alternativ.
Björn Collinder påpekar i en kommentar till sin översättning att ordet även har kunnat betyda “vagga gjord av ett urholkat trästycke”. Denna betydelse nämns i Fritzners ordbok, dock icke i första upplagan, och ansågs av Finnur Jónsson vara det bästa förslaget. “Jätten påstår då att han minns så långt tillbaka i tiden som till Ymers sonsons födelse.”
Men om Vavtrudner kunde minnas när Bergelmer föddes så borde han väl själv ha varit äldre än den siste av urjättarna, från vilken alla senare jättar sägs ha härstammat (inklusive Vavtrudner själv?). Gåtans lösning är förmodligen att lúðr har haft en grundbetydelse av “urholkad trästock”, vilket Fritzner nämner redan i sin första utgåva. Sådana stockar har i äldre tid även använts som likkistor. Det var detta som Erik Brate och Åke Ohlmarks tog fasta på i sina översättningar, och det är också denna betydelse som filologen Anne Holtsmark kommer fram till i sin genomgång av hur ordet lúðr har använts. Att det skulle ha rört sig om en “vagga” avvisar hon bestämt. Vavtrudners äldsta minne skulle alltså ha rört Bergelmers begravning. Enligt John Lindow tycks denna tolkning vara den som har vunnit störst anslutning bland moderna mytforskare.
Eventuellt har lúðr som “urholkad trädstam” också kunnat betyda “båt”, vilket äldre översättare har gissat. I så fall skulle Vavtrudners äldsta minne ha varit när Bergelmer “på en båt blef bärgad” (Afzelius), då han “kom undan å ark till hafs” (Gödecke), eller då han “vardt å båtköl lagd och bärgad” (Sander). Alla dessa tolkningar bygger på Snorres spekulation att det uppstod en “syndaflod” då världen skapades.

### Gylfaginning
Snorre Sturlassons tolkning av Vafþrúðnismál 35 finns i Gylfaginning, kapitel 7.
| Bors söner dräpte jätten Ymer. När han föll, strömmade så mycket blod ur hans sår att det dränkte hela rimtursarnas ätt, utom en som kom undan med sitt husfolk. Honom kallar jättarna Bergelme. Han och hans hustru tog sig upp på hans kista och höll sig kvar där. Från dem kommer rimtursarnas ätter. Översättning: Karl G. Johansson och Mats Malm. | Synir Bors drápu Ymi jǫtun. En er hann fell, þá hljóp svá mikit blóð ór sárum hans at með því drektu þeir allri ætt hrímþursa, nema einn komsk undan með sínu hýski. Þann kalla jǫtnar Bergelmi. Hann fór upp á lúðr sinn ok kona hans ok helzk þar, ok eru af þeim komnar hrímþursa ættir. Anthony Faulkes' normalisering. |  |

Ordet lúðr har här översatts “kista”, vilket följer den tolkning Anthony Faulkes gör i sin normerande utgåva av Snorres Edda. Faulkes fastslår att lúðr i detta fall måste betyda “kista eller vagga” (coffin or cradle), men “troligen kista”. Uppenbarligen har Snorre, enligt Faulkes, associerat lúðr med ǫrk som betyder både “stor kista” och “ark”, och dragit slutsatsen att Bergelmer var en nordisk Noa, som räddade sig upp på arken undan den översvämning som, enligt Snorre, bör ha uppstått när Ymer slogs ihjäl. Översvämningen omtalas visserligen inte i den poetiska Eddan, men Snorre kan ha gissat sig till den utifrån uppgiften att alla hav skapades av Ymers blod. Dessutom är det möjligt att Snorre folketymologiskt feltolkade namnet Bergelmir som “den bärgade”, vilket kan ha lett tankarna till syndafloden och Noa som “bärgades” på sin ǫrk eller lúðr − orden är ju delvis synonyma. I alla händelser tillhör Snorres “syndaflodsberättelse” knappast den ursprungliga myten. Vafþrúðnismál 35, som Snorre själv citerar som källa, innehåller inte minsta antydan om någon översvämning. Frågan är om Snorre missförstod texten, vilket bl.a. Finnur Jónsson och Sigurður Nordal hävdade, eller om han, vilket Anne Holtsmark har föreslagit, medvetet omtolkade strofen för att skapa en förkristen parallell till den kristna myten.

## Namnet
Namnet Bergelmir kan tolkas på åtminstone tre olika sätt. Efterledet -gelmir betyder någon eller något som larmar och ryter. Finnur Jónsson ansåg att förledet måste vara stammen i beri (“björn”). Namnet skulle då kunna tolkas som “rytande björn”. Denna tolkning är troligen den mest accepterade, men det är också möjligt att tänka sig läsningen berg-gelmir, d.v.s. “en som larmar och ryter i bergen”. Slutligen kan förledet vara ordet berr, “blottad, bar, naken”. Det var så som Snorre härledde ordet bärsärk. I så fall skulle Bergelmer ha varit en högljudd person som var “naken” – i varje fall utan brynja. Hilda R. Ellis Davidson tyckte att namnet mest påminde om ett flodnamn, typ Hvergelmir eller Vaðgelmir. Också denna likhet kan ha styrt Snorres tankar in på den bibliska syndafloden.